# How I Met Your Mother (phần 9)
Phần chín và cũng là phần cuối cùng của How I Met Your Mother, một loạt phim hài kịch tình huống truyền hình dài tập của Hoa Kỳ do Carter Bays và Craig Thomas sáng lập, được công chiếu từ ngày 23 tháng 9 năm 2013 trên kênh CBS, và kết thúc vào ngày 31 tháng 3 năm 2014. Thông tin về phần phim được công bố vào ngày 21 tháng 12 năm 2012, sau khi nam diễn viên chính, Jason Segel thay đổi ý định muốn rời khỏi bộ phim vào phần 8 của mình. Cristin Milioti, người đã lộ diện bằng nhân vật người Mẹ trong tập cuối phần 8, được trở thành diễn viên chính của phần phim này, đánh dấu lần đầu tiên How I Met Your Mother có điều chỉnh trong dàn diễn viên chính. Phần phim bao gồm 24 tập, mỗi tập kéo dài xấp xỉ 22 phút.
Với bối cảnh được lấy tiếp sau kết thúc của phần trước, toàn bộ phần phim này trải dài trong cuối tuần diễn ra đám cưới của Barney (Neil Patrick Harris) và Robin (Cobie Smulders). Nhân vật người Mẹ được gặp Robin, Barney, Lily (Alyson Hannigan) và Marshall (Jason Segel) trước khi gặp gỡ Ted (Josh Radnor). Phần này cũng bao gồm những cảnh hé lộ tương lai và hồi tưởng quá khứ để giới thiệu chi tiết hơn về nhân vật người Mẹ cùng toàn bộ dàn diễn viên. Vào tháng 2 năm 2013, Bays và Thomas có tiết lộ phần chín "sẽ có cách kể chuyện hoàn toàn khác". Những phản ứng ban đầu cho cách dẫn chuyện này là trái chiều.

## Dàn diễn viên
Phần chín này có sự tham gia của 6 diễn viên chính: Josh Radnor, Jason Segel, Cobie Smulders, Neil Patrick Harris, Alyson Hannigan - đều là những vai được xuất hiện lại từ phần trước, và Cristin Milioti, người được tiết lộ trong vai người Mẹ trong tập cuối phần 8, được xuất hiện thường xuyên trong phần này. Đây là lần đầu tiên có sự chỉnh sửa trong dàn diễn viên chính của phim.
How I Met Your Mother ban đầu chỉ được dự định sản xuất đến phần tám sau khi CBS gia hạn thêm phần bảy và tám cho bộ phim vào năm 2011. Tuy vậy, vì bộ phim có phần tỉ suất tăng cao trong phần bảy, CBS bắt đầu bàn bạc về phần chín cho bộ phim. Đến năm 2012, Deadline.com có trình báo rằng CBS, 20th Century Fox và tất cả dàn diễn viên, trừ Segel, đều đồng ý việc tham gia phần tiếp theo. Segel ban đầu muốn rời khỏi bộ phim để tập trung vào sự nghiệp phim điện ảnh của mình. Nhà đồng sáng lập bộ phim, Carter Bays, chia sẻ về khoản thời gian bàn bạc giữa họ thật sự rất áp lực, nhưng khẳng định rằng anh "tự tin rằng mọi chuyện sẽ diễn ra suôn sẻ". Craig Thomas lúc đó nhấn mạnh tính linh hoạt trong lịch quay của bộ phim, nói rằng, "Chúng tôi luôn làm hết sức có thể để cho phép [các diễn viên] có thể làm những điều khác." Segel cuối cùng cũng quyết định tham gia phần cuối của bộ phim, được thông báo rộng rãi vào ngày 21 tháng 12 năm 2012. Thomas và Bays tỏ ra nhẹ nhõm khi biết được hợp đồng đã được ký, một phần vì họ lo lắng việc gói gọn kết thúc của bộ phim trong phần 8 khiến họ "cảm thấy bị hối thúc" và là điều "đáng thất vọng".
— Carter Bays
Bays và Thomas được giới thiệu đến Milioti lần đầu khi cô đang tham gia trong buổi tuyển vai của đạo diễn Marisa Ross. Khi chỉ còn lại ba ứng cử viên cho vai này, họ phải ở trong một căn hộ để tránh bị lộ buổi thử vai đặc biệt này. Milioti sau đó phải bay tới Los Angeles để làm thử một "bài kiểm tra ăn ý" trên camera cùng với Radnor trong phần thi của mình. Harris, cũng là một người hâm một sân khấu Broadway, nhận ra cô trong lúc trang điểm và ôm lấy cô, khẳng định, "Cô chính là nhân vật người Mẹ!" ngay trước khi cô được tuyển vai. Milioti lúc đó được nhắm trước cho vai này, một phần vì quãng thời gian gắn bó cùng sân khấu Broadway của cô trước đây, bao gồm cả phần trình diễn của cô trong Once, thuyết phục dàn làm phim vì nó có liên quan đến tính cách của nhân vật người Mẹ, cũng là một nhạc công. Ban đầu, Bays và Thomas muốn tránh việc tuyển một nữ diễn viên nổi tiếng, vì cho rằng khán giả từng xem những vai trước của họ sẽ so sánh với vai diễn này. Vai diễn của Milioti có được sự đón nhận khá tốt từ phía các nhà phê bình, khi nhiều người trong số họ tán dương việc tuyển vai một người ít được biết đến như Milioti, thay vì một nữ diễn viên nổi tiếng mà mọi người đồn đoán hay thúc giục. Bill Kuchman từ TV.com cho rằng bởi vì "Milioti là một diễn viên khá xa lạ với nhiều khán giả", nên đã giúp cô "tự do để sáng tạo nhân vật trong How I Met Your Mother mà không sợ bị so sánh với vai diễn trước của mình".
Khi được hỏi về các nhân vật khách mời, Bays có tiết lộ rằng, "Nếu có ai đó mà chúng tôi thật sự thích trong toàn bộ bộ phim thì họ có cơ hội được trở lại [trong phần cuối]." 
Những nhân vật khách mời có mặt lại trong phần này có bao gồm Wayne Brady và John Lithgow, trong vai anh trai và cha ruột của Barney, và Ellen D. Williams trong vai Patrice, đồng nghiệp của Robin. Cũng trở lại trong phần này, là vai con trai và con gái đang ở tuổi thiếu niên của Ted trong năm 2030, được thủ vai bởi Lyndsy Fonseca và David Henrie. Trong suốt các phần trước, phân cảnh của hai người con đều được sử dụng lại từ các cảnh quay tại phần 1, dùng để nói lên việc hai người con không hề lớn hơn khi nghe chuyện bố gặp mẹ mình. Phần phim cao trào của phần cuối của hai người con được quay trong khoảng thời gian đầu phần hai.

### Diễn viên chính
- Josh Radnor trong vai Ted Mosby (24 tập)
- Jason Segel trong vai Marshall Eriksen (24 tập)
- Cobie Smulders trong vai Robin Scherbatsky (24 tập)
- Cristin Milioti trong vai Tracy McConnell (13 tập)
- Neil Patrick Harris trong vai Barney Stinson (24 tập)
- Alyson Hannigan trong vai Lily Aldrin (24 tập)
- Bob Saget trong vai Ted Mosby Tương lai (lồng tiếng) (không được ghi tên) (21 tập)

### Diễn viên phụ
- Lyndsy Fonseca trong vai Penny (5 tập)
- David Henrie trong vai Luke (5 tập)
- Robert Belushi trong vai Linus (9 tập)
- Sherri Shepherd trong vai Daphne (8 tập)
- Wayne Brady trong vai James Stinson (8 tập)
- Marshall Manesh trong vai trong vai Ranjit (7 tập)
- William Zabka trong vai Chính anh (6 tập)
- Roger Bart trong vai Curtis (5 tập)
- Tim Gunn trong vai Chính ông/Thợ may riêng của Barney (4 tập)
- Frances Conroy trong vai Loretta Stinson (4 tập)
- Joe Nieves trong vai Carl MacLaren, The Bartender (3 tập)
- Ellen D. Williams trong vai Patrice (3 tập)
- Tracey Ullman trong vai Genevieve Scherbatsky (3 tập)
- Cristine Rose trong vai Virginia Mosby (2 tập)
- Anna Camp trong vai Cassie (2 tập)
- Andrew Rannells trong vai Darren (2 tập)
- Suzie Plakson trong vai Judy Eriksen (2 tập)
- Abby Elliott trong vai Jeanette Peterson (5 tập)
- Lou Ferrigno Jr. trong vai Louis (2 tập)
- Ray Wise trong vai Robin Scherbatsky, Sr. (2 tập)
- John Lithgow trong vai Jerome Whittaker (2 tập)
- Ben Vereen trong vai Sam Gibbs (2 tập)
- Taran Killam trong vai Gary Blauman (2 tập)
- Rhys Darby trong vai Hamish (1 tập)
- Virginia Williams trong vai Claudia (1 tập)
- Matt Boren trong vai Stuart (1 tập)
- Harry Groener trong vai Clint (1 tập)
- Lin-Manuel Miranda trong vai Gus (1 tập)
- Bryan Cranston trong vai Hammond Druthers (1 tập)
- Jon Heder trong vai Narshall (1 tập)
- James Van Der Beek trong vai Simon Tremblay (1 tập)
- Stacy Keibler trong vai Karina (1 tập)
- Nazanin Boniadi trong vai Nora (1 tập)
- April Bowlby trong vai Meg (1 tập)
- Katie Walder trong vai Shannon (1 tập)
- Eva Amurri trong vai Shelly (1 tập)
- Mark Derwin trong vai Greg (1 tập)
- Rachel Bilson trong vai Cindy (1 tập)
- Adam Paul trong vai Mitch, The Naked Man (1 tập)
- Sarah Chalke trong vai Stella Zinman (1 tập)
- Ashley Williams trong vai Victoria (1 tập)
- Bill Fagerbakke trong vai Marvin Eriksen Sr. (1 tập)
- Chris Kattan trong vai Himself/Jed Mosely (1 tập)
- Lucy Hale trong vai Katie Scherbatsky (1 tập)
- Chris Elliott trong vai Mickey Aldrin (1 tập)
- Kyle MacLachlan trong vai The Captain (1 tập)
- Laura Bell Bundy trong vai Becky (1 tập)
- Jennifer Morrison trong vai Zoey Pierson (1 tập)
- Kal Penn trong vai Kevin Venkataraghavan (1 tập)
- Alexis Denisof trong vai Sandy Rivers (1 tập)
- David Burtka trong vai Scooter (1 tập)
- Jorge Garcia trong vai Steve "The Blitz" Henry (1 tập)
- Abigail Spencer trong vai Blahblah/Carol (1 tập)
- Jai Rodriguez trong vai Tom (1 tập)

## Phát hành

### Quảng bá
Dàn diễn viên và đoàn làm phim của How I Met Your Mother tham gia làm chủ trì cho San Diego Comic-Con International lần đầu tiên để quảng bá cho phần chín của bộ phim. Buổi hội nghị phát hành một đoạn phim quảng cáo, có sự góp mặt của các con Ted khi là người lớn, trong lúc chúng vẫn ngồi nghe chuyện của bố mình trong suốt 8 năm. Chúng giận dữ khi phải ngồi nghe hàng năm trời và thúc giục Ted kể đoạn kết của câu chuyện để chúng có thể rời đi. Hội nghị cũng phản hồi những câu hỏi của khán giả cũng như phát hành một loạt kế hoạch sắp tới cho phần phim này.

### Phân phối
Phần phim này được công chiếu trên kênh CBS ngày 23 tháng 9 năm 2013, với 24 tập phim, mỗi tập dài 22 phút.

### Tiếp nhận
Phần phim này nhận được nhiều ý kiến trái chiều từ khán giả và các nhà phê bình. Trang mạng đánh giá Rotten Tomatoes cho kết quả 80% đánh giá tích cực cho phần này với số điểm 7.3/10, dựa trên 10 bài nhận xét. Khi kết thúc phần phim này, Max Nicholson từ IGN cho một bài đánh giá tiêu cực, khi viết rằng: "Nhiều người hâm mộ của How I Met Your Mother cảm thấy bị phản bội sau khi xem tập cuối của loạt phim -- điều dễ hiểu khi sau Phần 9 bỏ ra tận 22 trong 24 tập dựa trên bối cảnh một lễ cưới mà cuối cùng trở nên vô nghĩa. Nếu nhìn lại thì gần như mọi thứ đều có thể là một nền tảng tốt cho phần 9, kể cả tập cuối. Rốt cuộc thì, cách dẫn chuyện thất thường, thiếu tập trung, cùng những bước ngoặt phim tẻ nhạt đã khiến cho loạt phim suy sụp." Gareth Mitchell từ "House of Geekery" cũng cho đánh giá tiêu cực, khi chỉ trích phần cấu trúc của phần phim này, khẳng định họ "vật lộn để suy nghĩ ra câu chuyện sẽ kéo dài suốt 22 phút". Adam Vitcavage từ Tạp chí Paste cho một bài đánh giá khả quan hơn, khi nói rằng "Mọi thứ không quá vui nhộn, nhưng là một sự kết hợp tuyệt vời giữa sự vui vẻ và những khoảnh khắc ngọt ngào, thật sự bù đắp lại sự mờ nhạt của nhiều tập trong những phần phim trước đây."

## Các tập phim
| Số tập tổng thể | Số tập theo phần | Tên tập phim                                | Đạo diễn      | Biên kịch                     | Ngày công chiếu      | Mã sản xuất | Khán giả Hoa Kỳ (theo triệu người) |
| --------------- | ---------------- | ------------------------------------------- | ------------- | ----------------------------- | -------------------- | ----------- | ---------------------------------- |
| 185             | 1                | "The Locket"                                | Pamela Fryman | Carter Bays & Craig Thomas    | 23 tháng 9 năm 2013  | 9ALH01      | 9.40                               |
| 186             | 2                | "Coming Back"                               | Pamela Fryman | Carter Bays & Craig Thomas    | 23 tháng 9 năm 2013  | 9ALH02      | 9.40                               |
| 187             | 3                | "Last Time in New York"                     | Pamela Fryman | Craig Gerard & Matthew Zinman | 30 tháng 9 năm 2013  | 9ALH04      | 7.87                               |
| 188             | 4                | "The Broken Code"                           | Pamela Fryman | Matt Kuhn                     | 7 tháng 10 năm 2013  | 9ALH03      | 7.53                               |
| 189             | 5                | "The Poker Game"                            | Pamela Fryman | Dan Gregor & Doug Mand        | 14 tháng 10 năm 2013 | 9ALH05      | 7.98                               |
| 190             | 6                | "Knight Vision"                             | Pamela Fryman | Chris Harris                  | 21 tháng 10 năm 2013 | 9ALH06      | 7.64                               |
| 191             | 7                | "No Questions Asked"                        | Pamela Fryman | Stephen Lloyd                 | 28 tháng 10 năm 2013 | 9ALH07      | 7.63                               |
| 192             | 8                | "The Lighthouse"                            | Pamela Fryman | Rachel Axler                  | 4 tháng 11 năm 2013  | 9ALH08      | 8.67                               |
| 193             | 9                | "Platonish"                                 | Pamela Fryman | George Sloan                  | 11 tháng 11 năm 2013 | 9ALH10      | 8.08                               |
| 194             | 10               | "Mom and Dad"                               | Pamela Fryman | Carter Bays & Craig Thomas    | 18 tháng 11 năm 2013 | 9ALH09      | 8.11                               |
| 195             | 11               | "Bedtime Stories"                           | Pamela Fryman | Carter Bays & Craig Thomas    | 25 tháng 11 năm 2013 | 9ALH12      | 7.64                               |
| 196             | 12               | "The Rehearsal Dinner"                      | Pamela Fryman | Chuck Tatham                  | 2 tháng 12 năm 2013  | 9ALH11      | 8.04                               |
| 197             | 13               | "Bass Player Wanted"                        | Pamela Fryman | Carter Bays & Craig Thomas    | 16 tháng 12 năm 2013 | 9ALH13      | 7.71                               |
| 198             | 14               | "Slapsgiving 3: Slappointment in Slapmarra" | Pamela Fryman | Carter Bays & Craig Thomas    | 13 tháng 1 năm 2014  | 9ALH15      | 8.59                               |
| 199             | 15               | "Unpause"                                   | Pamela Fryman | Chris Harris                  | 20 tháng 1 năm 2014  | 9ALH14      | 8.83                               |
| 200             | 16               | "How Your Mother Met Me"                    | Pamela Fryman | Carter Bays & Craig Thomas    | 27 tháng 1 năm 2014  | 9ALH16      | 10.81                              |
| 201             | 17               | "Sunrise"                                   | Pamela Fryman | Carter Bays & Craig Thomas    | 3 tháng 2 năm 2014   | 9ALH18      | 9.98                               |
| 202             | 18               | "Rally"                                     | Pamela Fryman | Carter Bays & Craig Thomas    | 24 tháng 2 năm 2014  | 9ALH17      | 9.28                               |
| 203             | 19               | "Vesuvius"                                  | Pamela Fryman | Barbara Adler                 | 3 tháng 3 năm 2014   | 9ALH19      | 9.11                               |
| 204             | 20               | "Daisy"                                     | Pamela Fryman | Carter Bays & Craig Thomas    | 10 tháng 3 năm 2014  | 9ALH20      | 7.70                               |
| 205             | 21               | "Gary Blauman"                              | Pamela Fryman | Kourtney Kang                 | 17 tháng 3 năm 2014  | 9ALH21      | 7.78                               |
| 206             | 22               | "The End of the Aisle"                      | Pamela Fryman | Carter Bays & Craig Thomas    | 24 tháng 3 năm 2014  | 9ALH22      | 9.04                               |
| 207             | 23               | "Last Forever, Phần 1"                      | Pamela Fryman | Carter Bays & Craig Thomas    | 31 tháng 3 năm 2014  | 9ALH23      | 13.13                              |
| 208             | 24               | "Last Forever, Phần 2"                      | Pamela Fryman | Carter Bays & Craig Thomas    | 31 tháng 3 năm 2014  | 9ALH24      | 13.13                              |